# Цзянъинь
Цзянъи́нь (кит. упр. 江阴, пиньинь Jiāngyīn, буквально: «с тенистой стороны реки») — городской уезд городского округа Уси провинции Цзянсу (КНР).

## География
Цзянъинь расположен на южном берегу реки Янцзы. Входит в состав урбанизированной зоны Цзянъинь — Чжанцзяган — Цзинцзян.

## История
В древности севернее озера Цзи располагалось поселение Цзиян, подчинявшееся властям соседнего города Яньлин. Во времена империи Цзинь в 281 году здесь был образован уезд Цзиян (暨阳县). В эпоху Южных и Северных династий , когда эти земли находились в составе государства Лян, в 555 году уезд Цзиян был расформирован. Был образован округ Цзянъинь (江阴郡), а в нём — три уезда: Цзянъинь (江阴县), Лянфэн (梁丰县) и Личэн (利城县). 
После образования империи Суй округ Цзянъинь был в 589 году расформирован, а уезды Лянфэн и Личэн — присоединены к уезду Цзянъинь. В 620 году эти два уезда были воссозданы, и все три уезда вошли в состав новообразованной области Цзичжоу (暨州). Шесть лет спустя область Цзичжоу была расформирована, а уезды Лянфэн и Личэн — вновь присоединены к уезду Цзянъинь.
Во времена империи Сун уезд был поднят в статусе, став Цзянъиньским военным округом (江阴军). Цзянъинь являлся важным международным портом, в 1145 году здесь был создан Морской торговый надзор (市舶提擧司). После монгольского завоевания Цзянъиньский округ был в 1277 году повышен в статусе, став регионом Цзянъинь (江阴路), однако затем регион был понижен в статусе, став областью Цзянъинь (江阴州), а в 1367 году область вновь стала уездом.

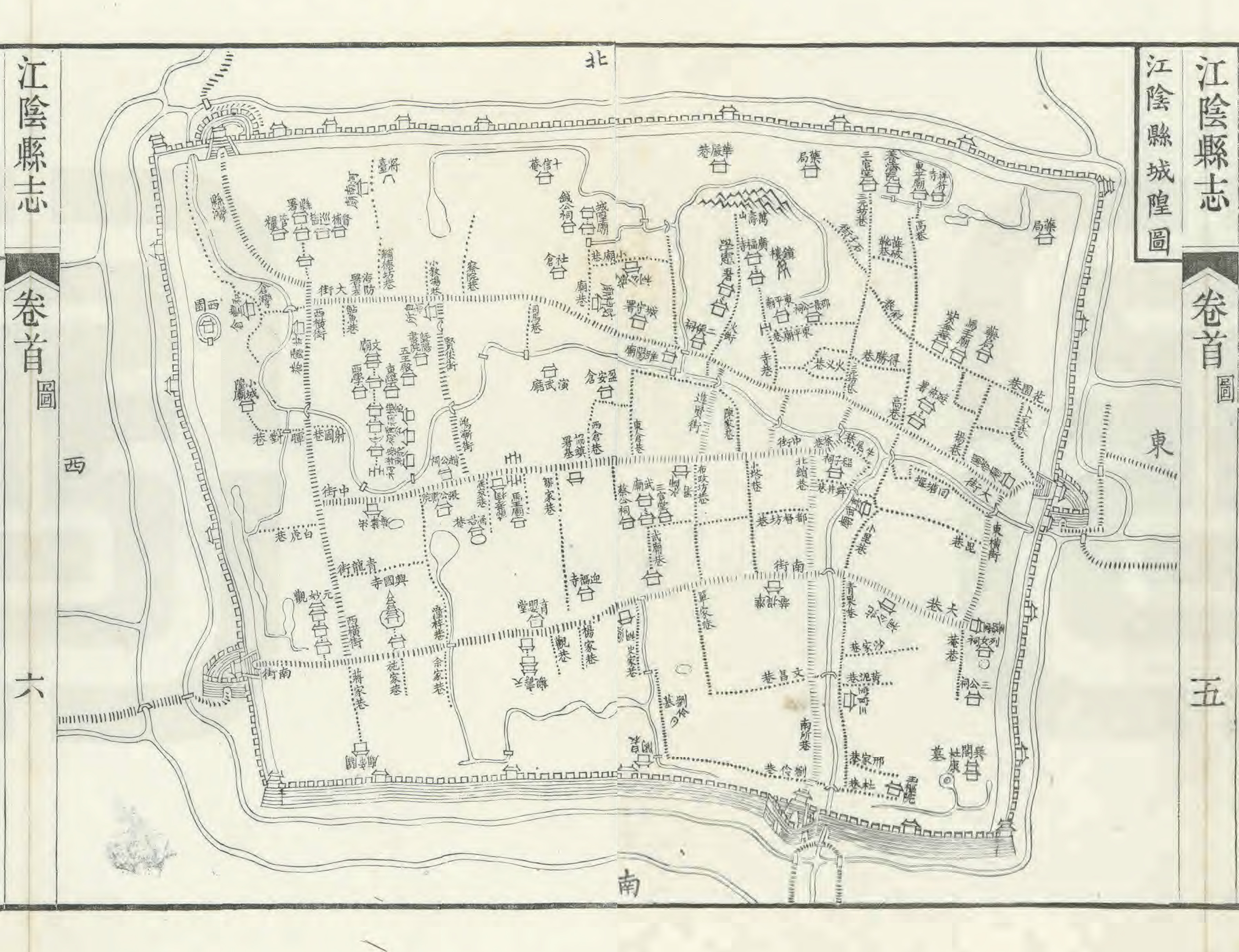
Карта Цзянъиня (1840)

После основания китайской империи Мин в этих местах был создан Цзянъиньский караул (江阴卫), наблюдавший за проплывавшими по Янцзы судами. В 1471 году из уезда Цзянъинь был выделен уезд Цзинцзян, располагавшийся на северном побережье Янцзы. С установлением власти империи Цин в 1645 году местные китайцы подняли восстание против запрета носить национальный костюм и причёску, после чего маньчжурские войска осадили Цзянъинь, окружённый мощной крепостной стеной.
В 1949 году был создан Специальный район Чанчжоу (常州专区), и уезд вошёл в его состав. В 1953 году Специальный район Чанчжоу был расформирован, и уезд перешёл в состав Специального района Сучжоу (苏州专区). В 1961 году на стыке уездов Цзянъинь и Чаншу был образован уезд Шачжоу (沙洲县). В 1970 году Специальный район Сучжоу был переименован в округ Сучжоу (苏州地区). В 1983 году был образован городской округ Уси, и уезд вошёл в его состав. В апреле 1987 года уезд Цзянъинь был преобразован в городской уезд.

## Административное деление

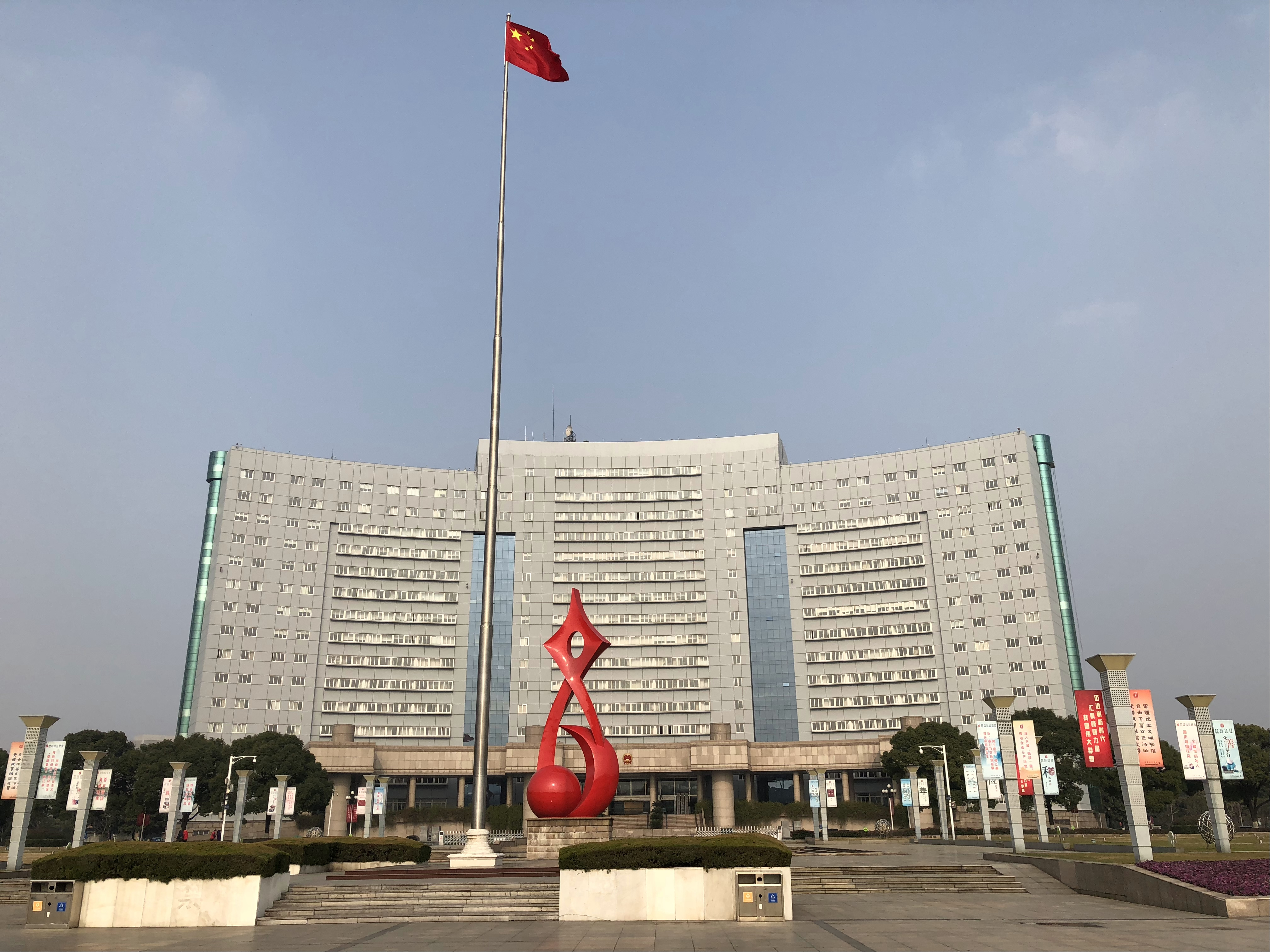
Администрация уезда Цзянъинь

Парк Чжуншань

Городской уезд делится на 5 уличных комитетов и 11 посёлков.
Уличные комитеты
- Наньчжа (Nanzha, 南闸街道)
- Сяган (Xiagang, 夏港街道)
- Чэнцзян (Chengjiang, 澄江街道)
- Шэнъан (Shengang, 申港街道)
- Юньтин (Yunting, 云亭街道)

Посёлки
- Гушань (Gushan, 顾山镇)
- Лиган (Ligang, 利港镇)
- Синьцяо (Xinqiao, 新桥镇)
- Сюйсякэ (Xuxiake, 徐霞客镇)
- Хуанту (Huangtu, 璜土镇)
- Хуаши (Huashi, 华士镇)
- Цинъян (Qingyang, 青阳镇)
- Чанцзин (Changjing, 长泾镇)
- Чжоучжуан (Zhouzhuang, 周庄镇)
- Чжутан (Zhutang, 祝塘镇)
- Юэчэн (Yuecheng, 月城镇)

## Экономика

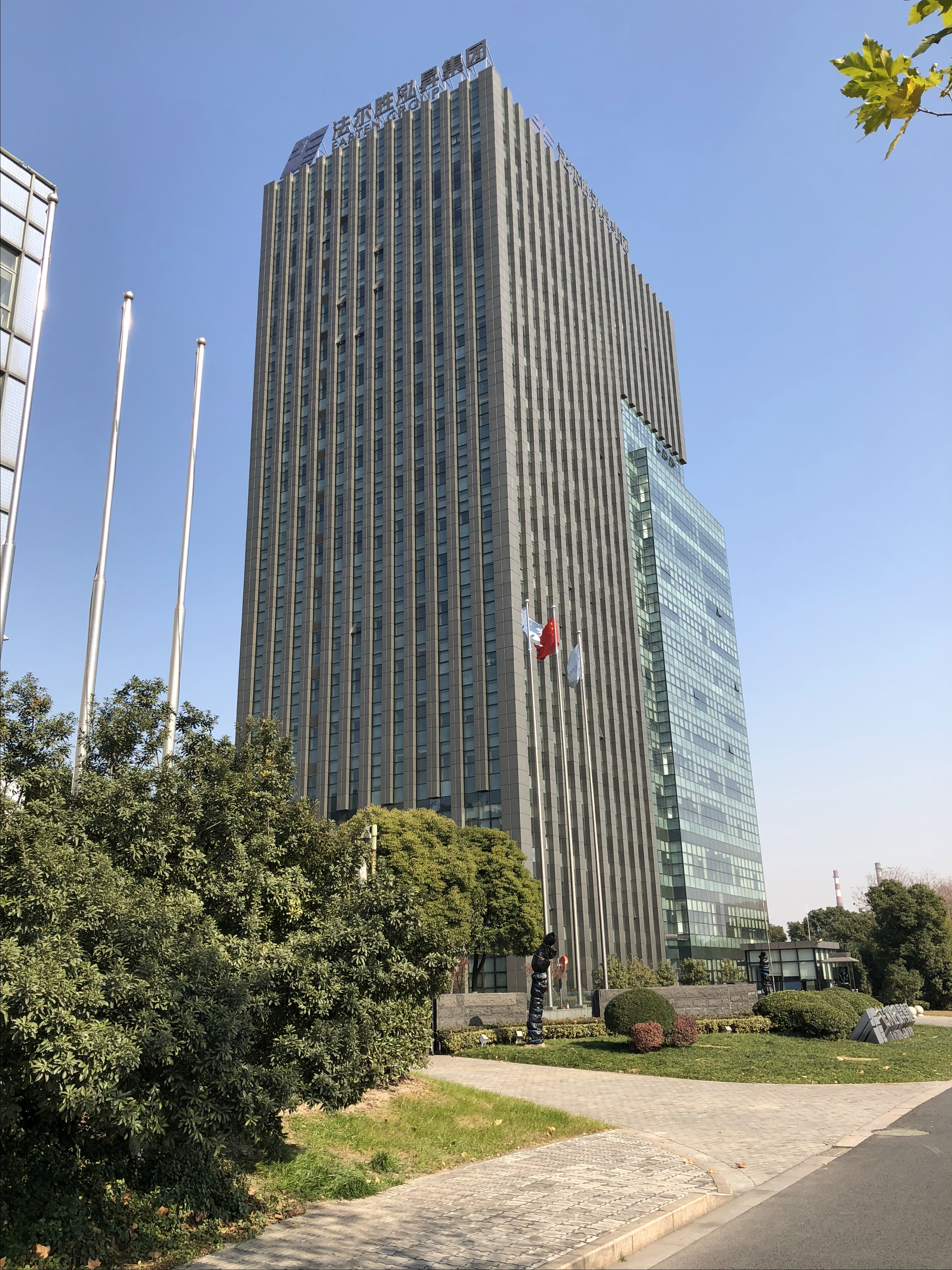
Штаб-квартира Fasten Group

Цзянъинь является крупным промышленным центром, в котором производят химические волокна, ткани, готовую одежду, стальные изделия, кабель, медный ламинат, полупроводники, солнечные панели, строительные материалы, пищевые продукты и напитки. 
В Цзянъине расположены штаб-квартиры текстильного гиганта Heilan Group, производителя полупроводниковой продукции JCET Group, производителя проволоки, тросов и кабеля China Fasten Group, производителя солнечных панелей Jetion Holdings, а также Инновационный хай-тек парк Цзянъинь, завод ветрогенераторов Envision Group и завод полупроводников SMIC.
В Цзянъине имеется несколько отелей международных сетей, в том числе Sheraton и Ibis.

## Транспорт

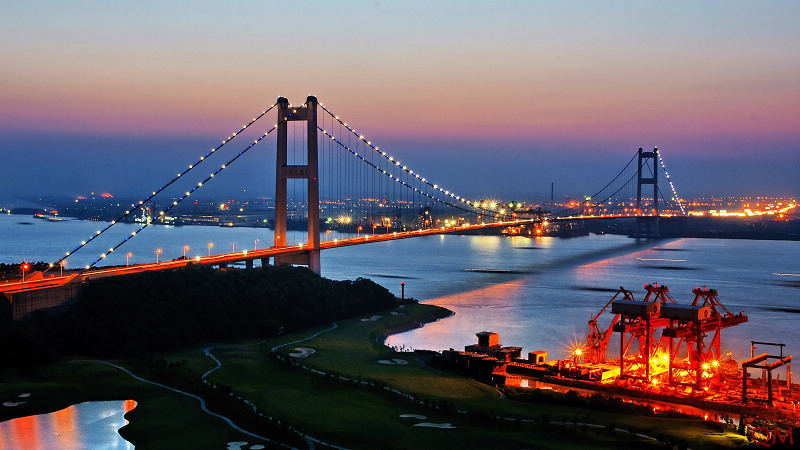
Мост Цзянъинь

### Автомобильный
В административных границах Цзянъиня через реку Янцзы переброшен мост Цзянъинь, по которому проходит скоростная дорога Пекин — Шанхай. 
Строится автомобильный тоннель под Янцзы, который соединит Цзянъинь и Цзинцзян.
Междугородние автобусные перевозки обслуживает автовокзал Цзянъиня.

### Железнодорожный
Через Цзянъинь проходят железная дорога Синьи — Чансин (её обслуживает последняя железнодорожная паромная переправа через Янцзы) и высокоскоростная междугородняя железная дорога Нанкин — Тайцан.
Планируется расширение линии метрополитена Уси до Цзянъиня.

### Водный
Цзянъинь является важным речным портом.

## Здравоохранение

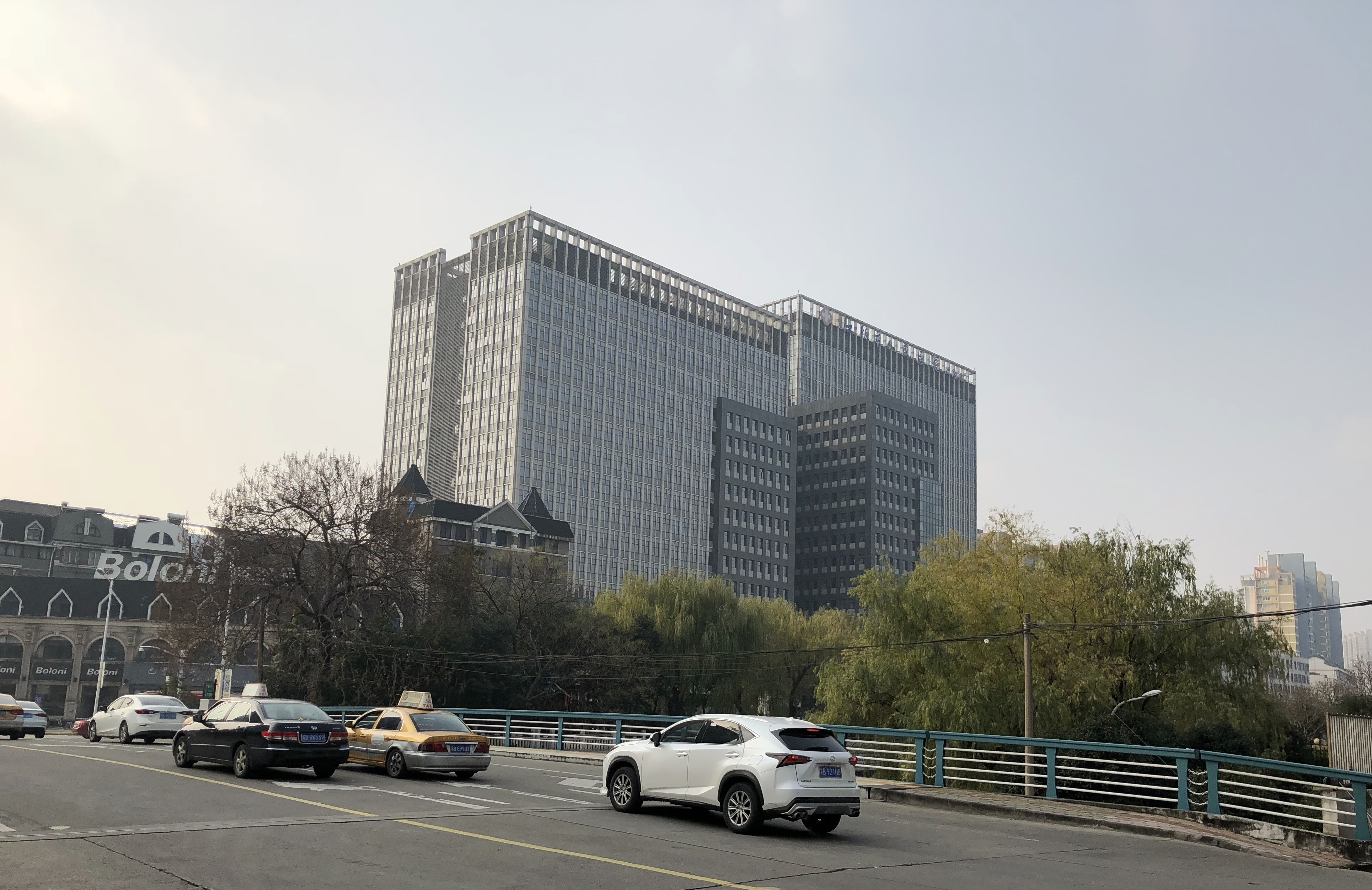
Народная больница Цзянъиня

Главным медицинским учреждением города является Народная больница Цзянъиня. Также в уезде расположена больница традиционной китайской медицины.

## Спорт
В городе расположен Спортивный центр Цзянъиня, который объединяет стадион с крытыми аренами, крытые атлетический и бадминтонный залы, фитнес-клуб, рестораны, кафе и паркинг.

## Достопримечательности

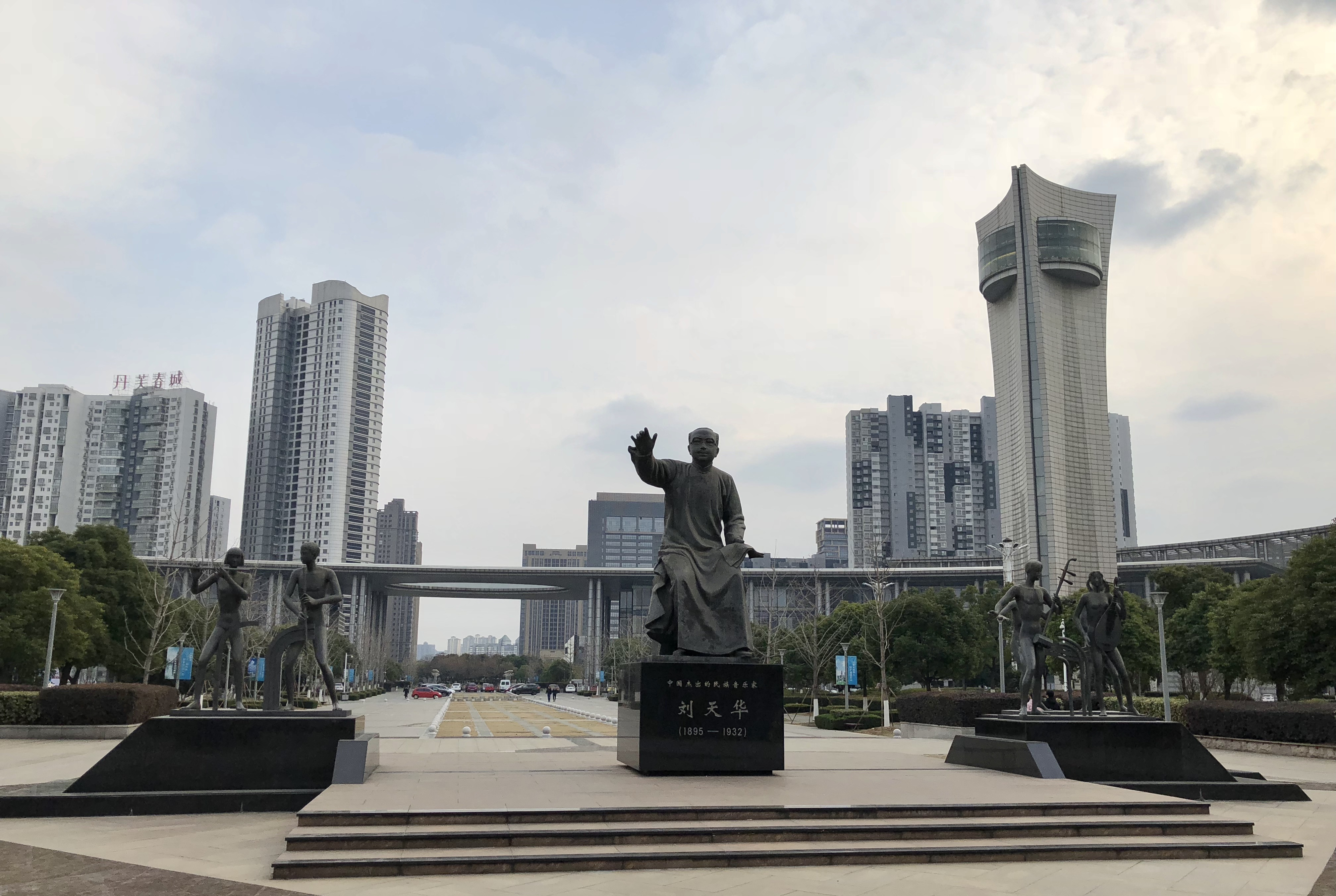
Площадь культуры

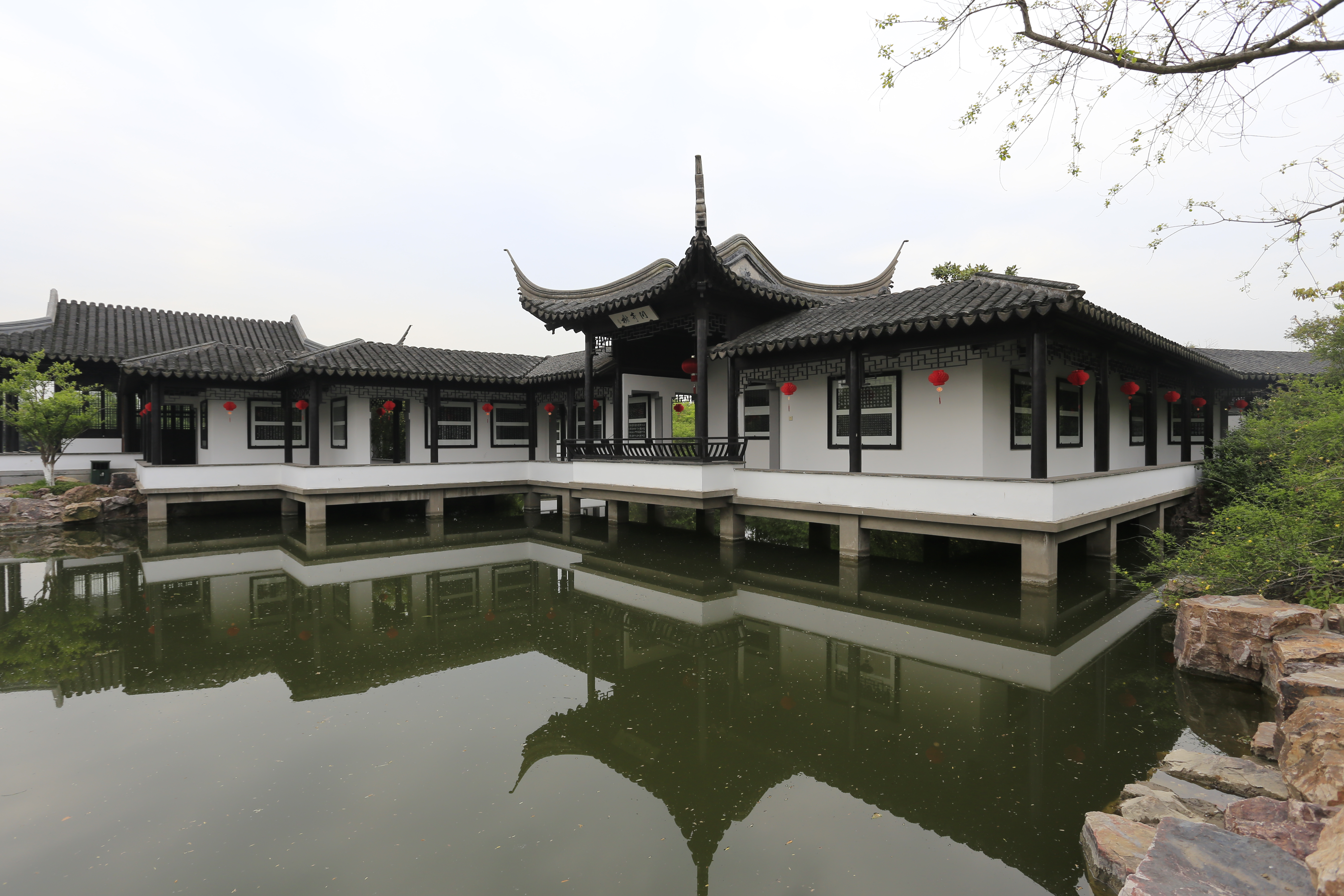
Сад Яншэн

- «Деревня миллионеров» Хуаси, в которой возвышается небоскрёб Longxi International Hotel.
- Стеклянный 518-метровый мост[7].
- Площадь культуры и культурный центр Тяньхуа.
- Музей Цзянъиня.
- Парк Хуаншаньху.
- Руины Цзянъиньского форта.
- Парк Чжуншань.
- Бывший правительственный офис комиссара по вопросам образования провинции Цзянсу.
- Бывшая резиденция братьев Лю.
- Бывшая резиденция Цао Инфу.
- Бывшая резиденция У Тинлу.
- Бывшая резиденция Сюй Сякэ.
- Зал каллиграфии Циншань.
- Пагода храма Синго.
- Сад Шиюань.
- Сад Яншэн.
- Источник Гуанцзи.

## Известные уроженцы
В Цзянъине родились путешественник и писатель Сюй Сякэ (1587), музыкант и композитор Лю Тяньхуа (1895), министр культуры КНР Чжу Мучжи (1916), актриса Шангуань Юньчжу (1920), политик У Синьсюн (1949), прыгун на батуте Лу Чуньлун (1989).

## Галерея

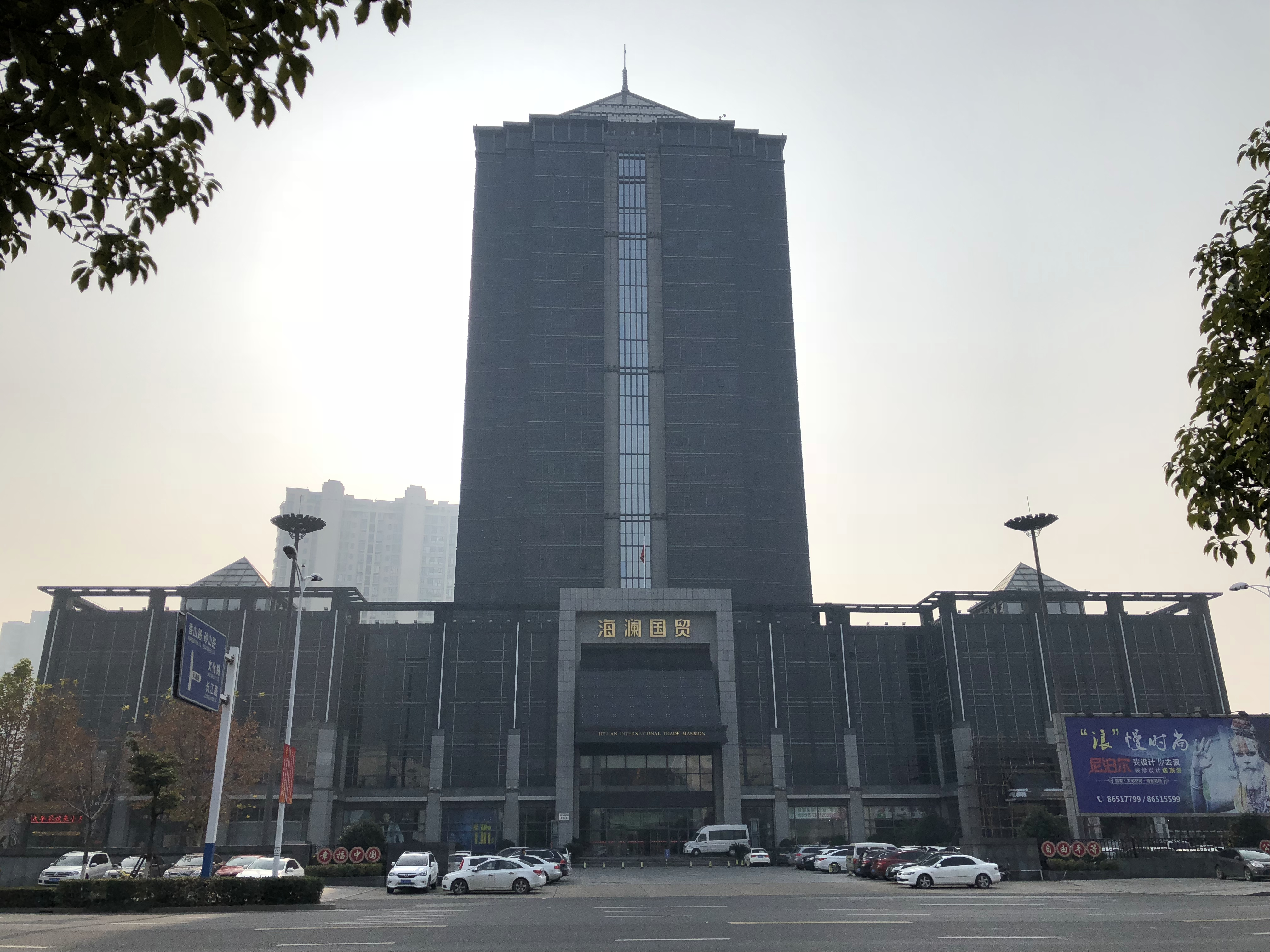
Офис China Heilan Group
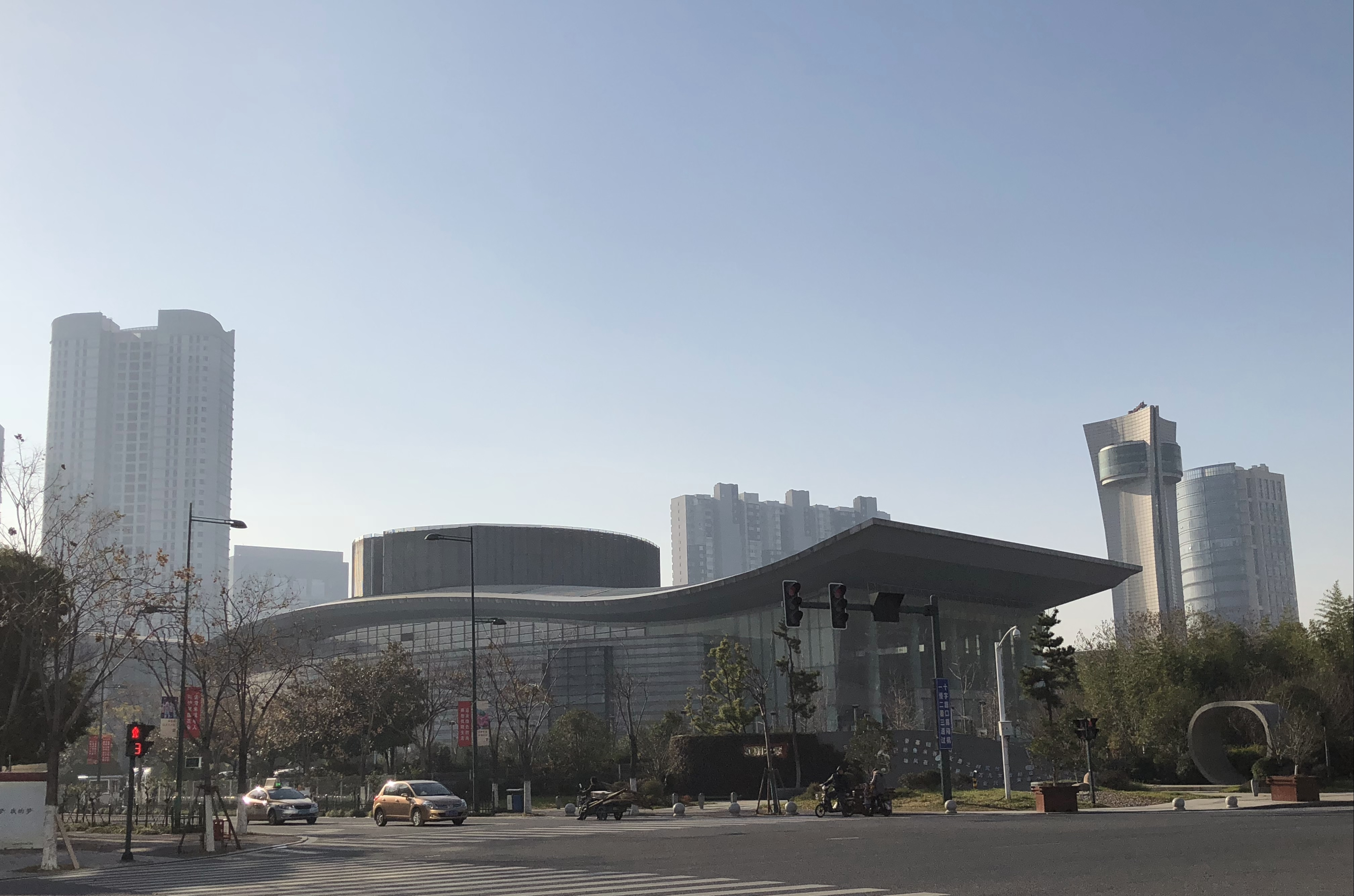
Культурный центр Тяньхуа
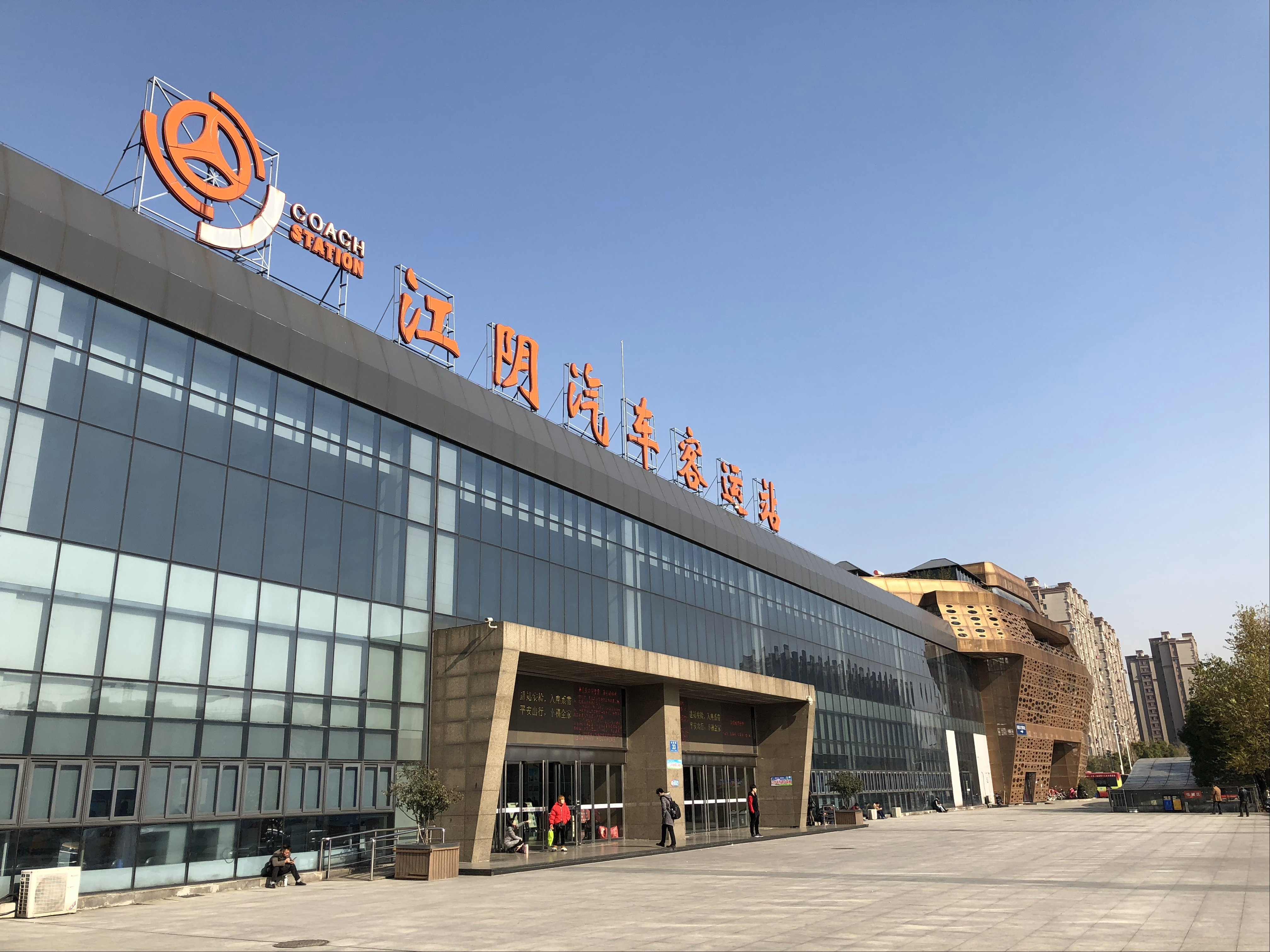
Автовокзал Цзянъиня
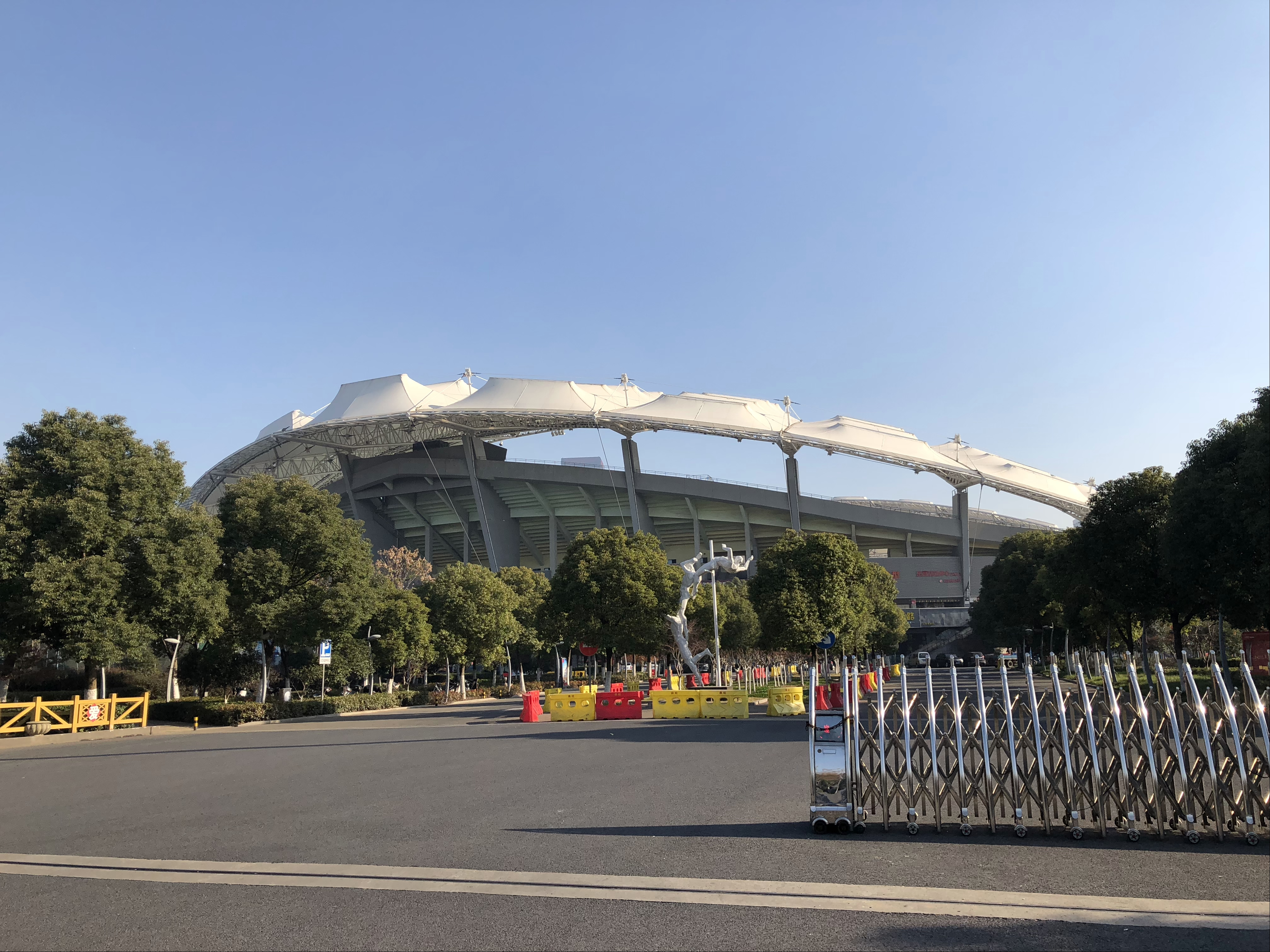
Спортивный центр
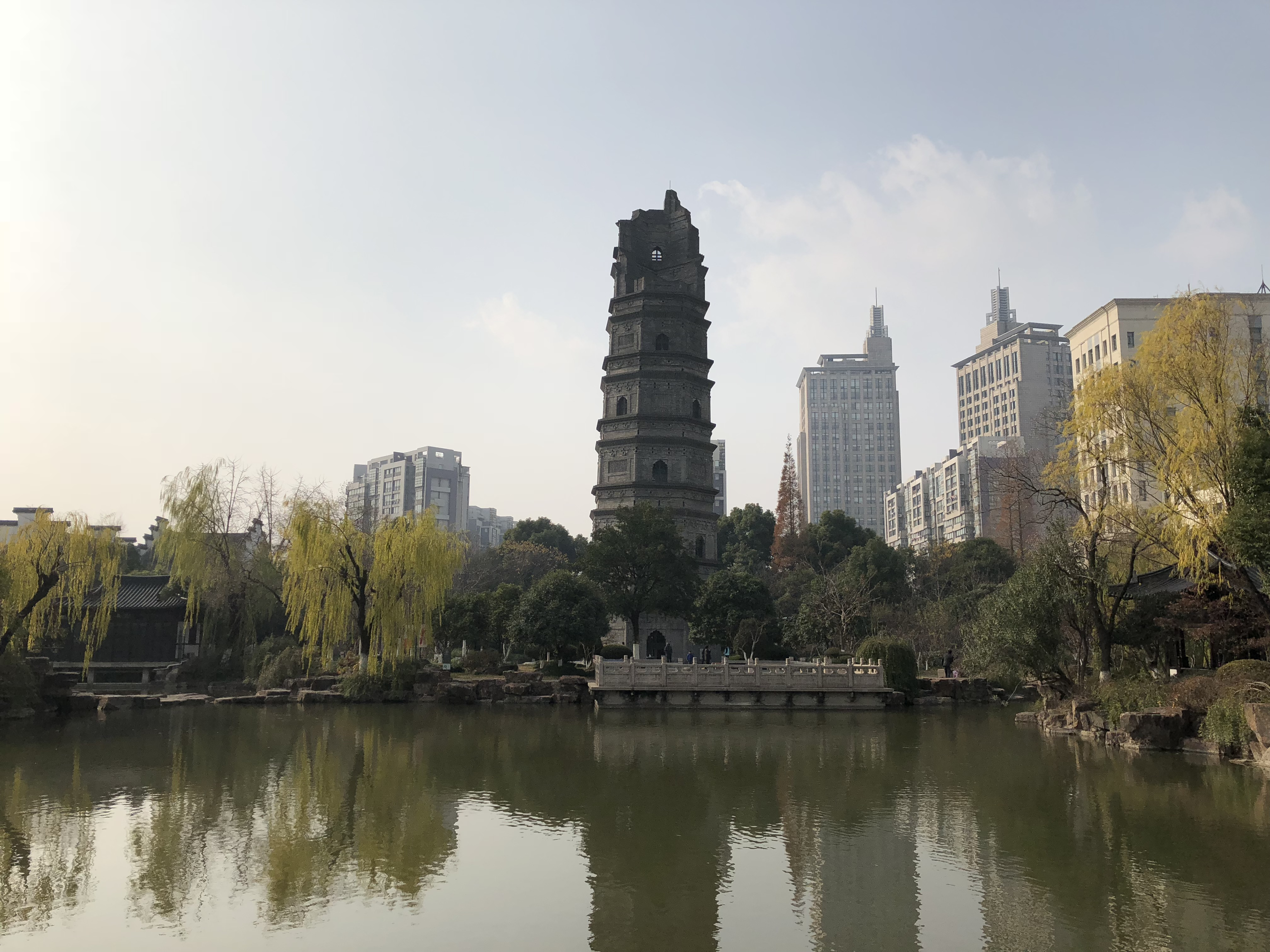
Пагода храма Синго
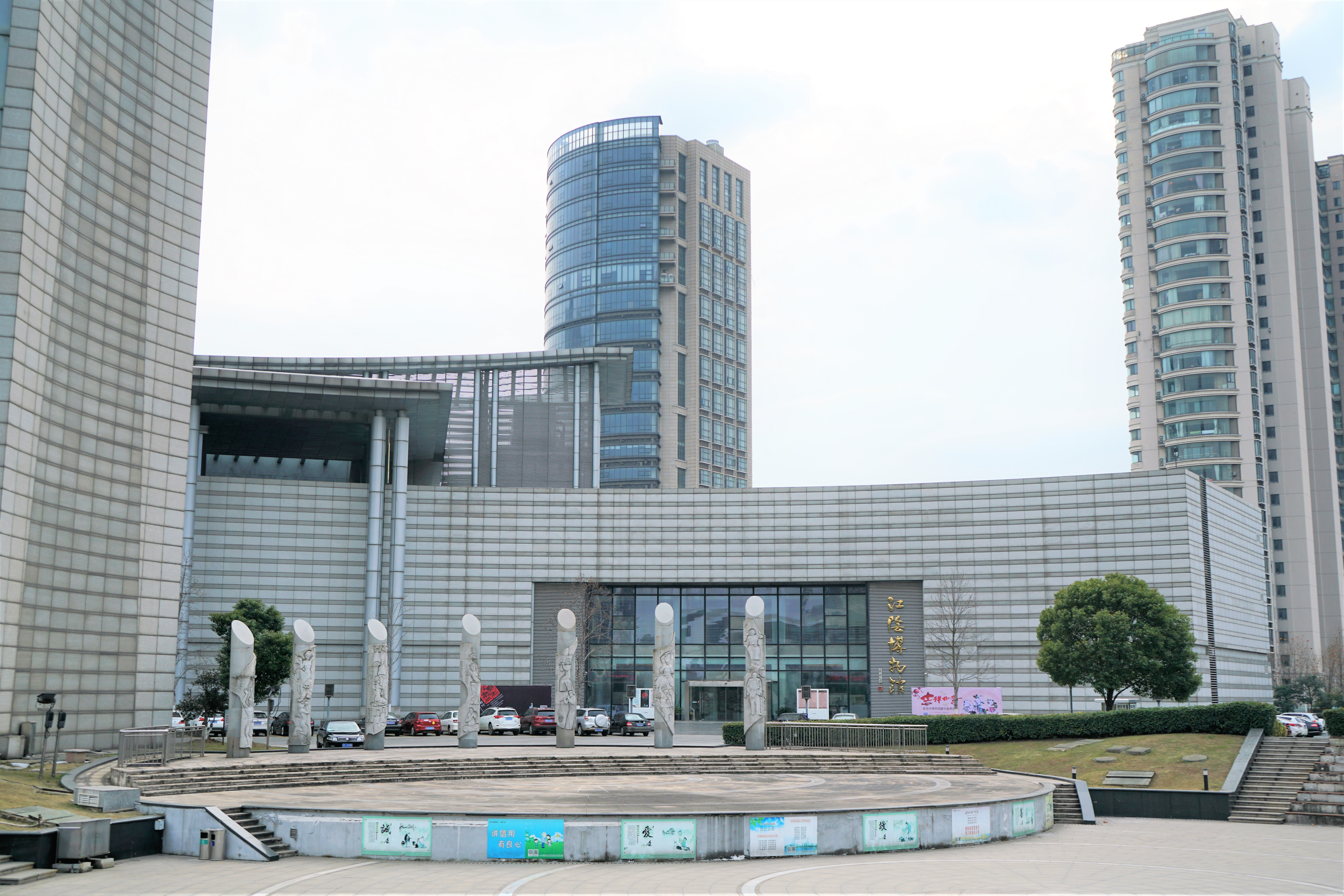
Музей Цзянъиня
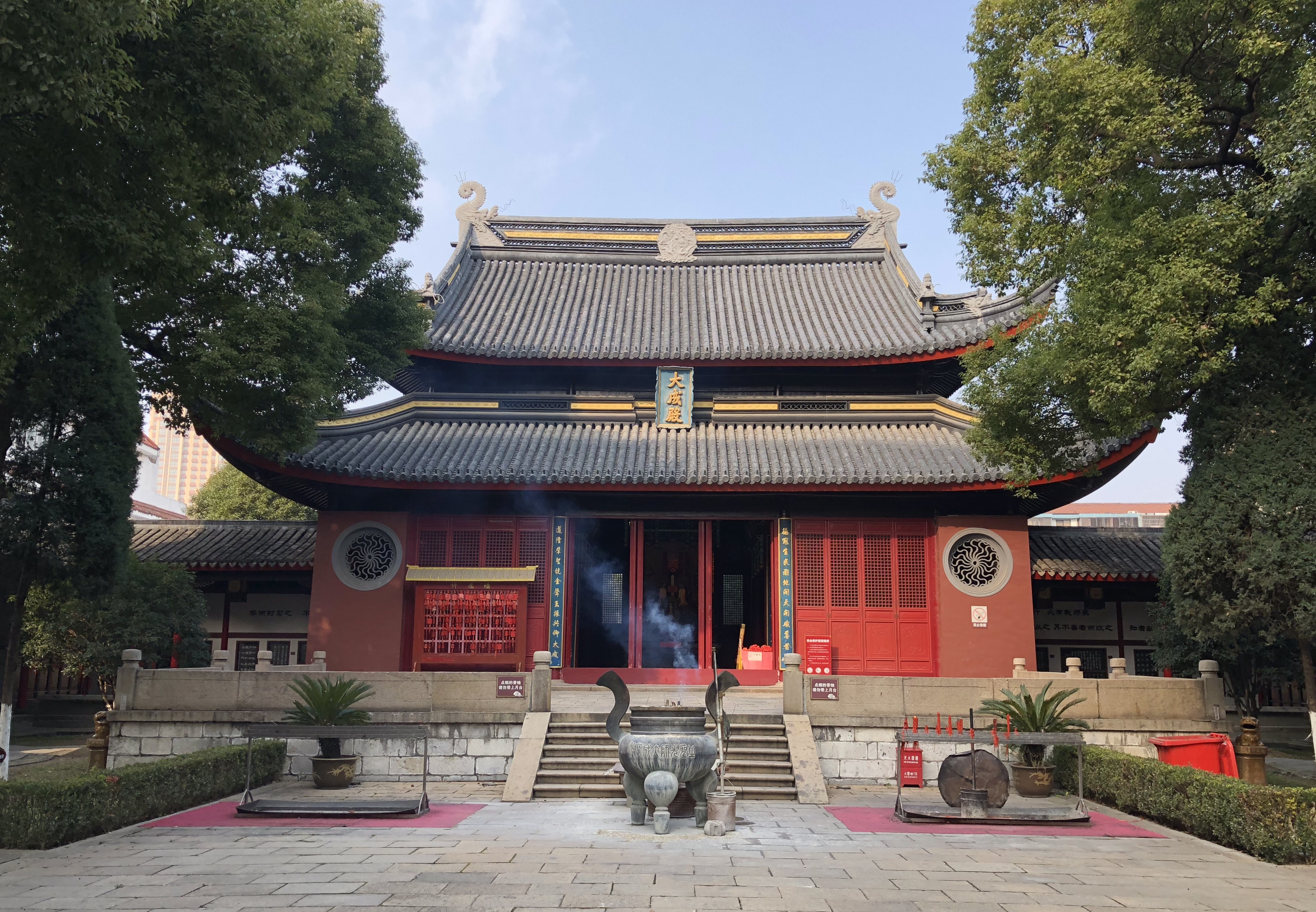
Конфуцианский храм
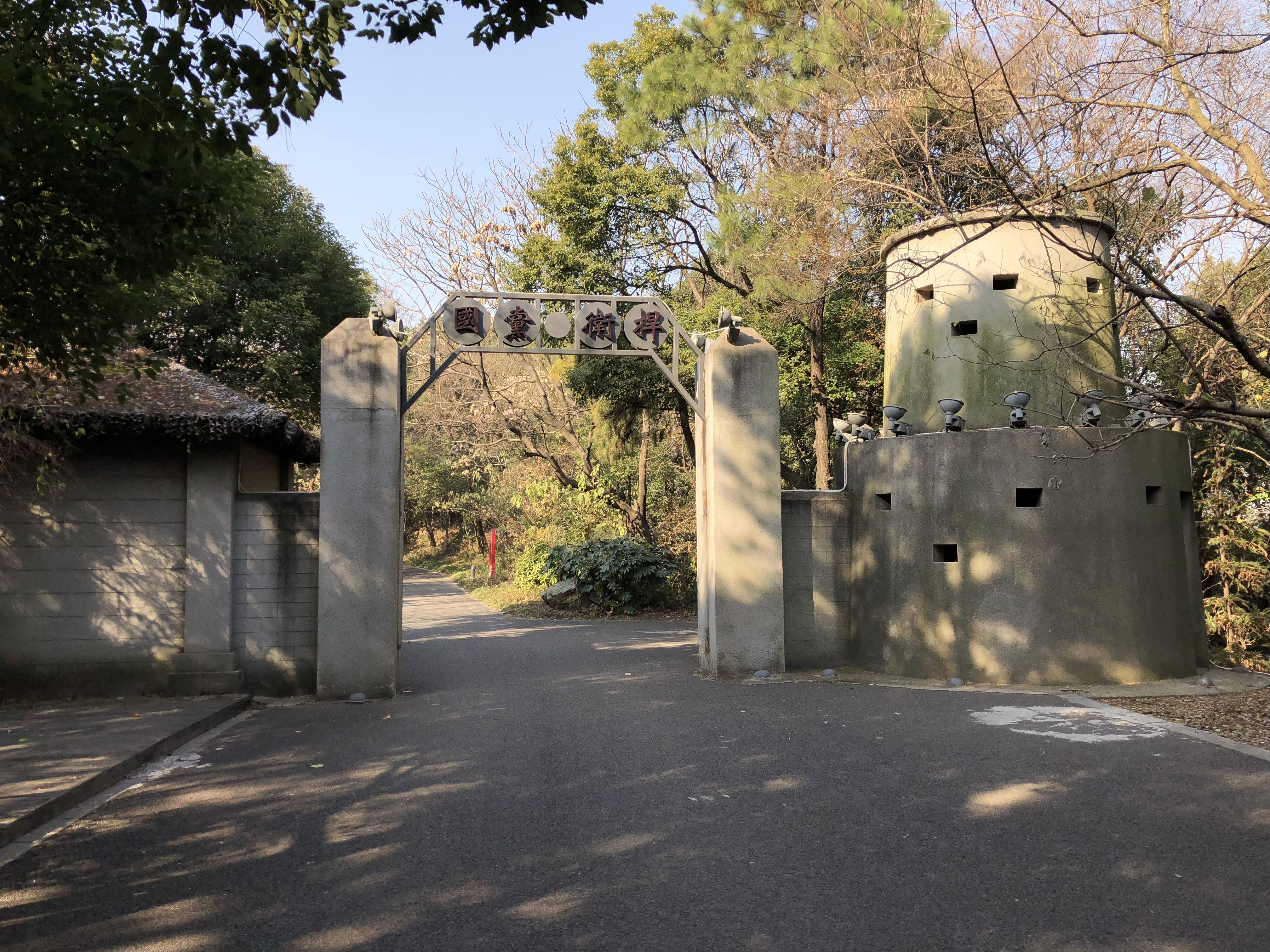
Форт Цзянъиня
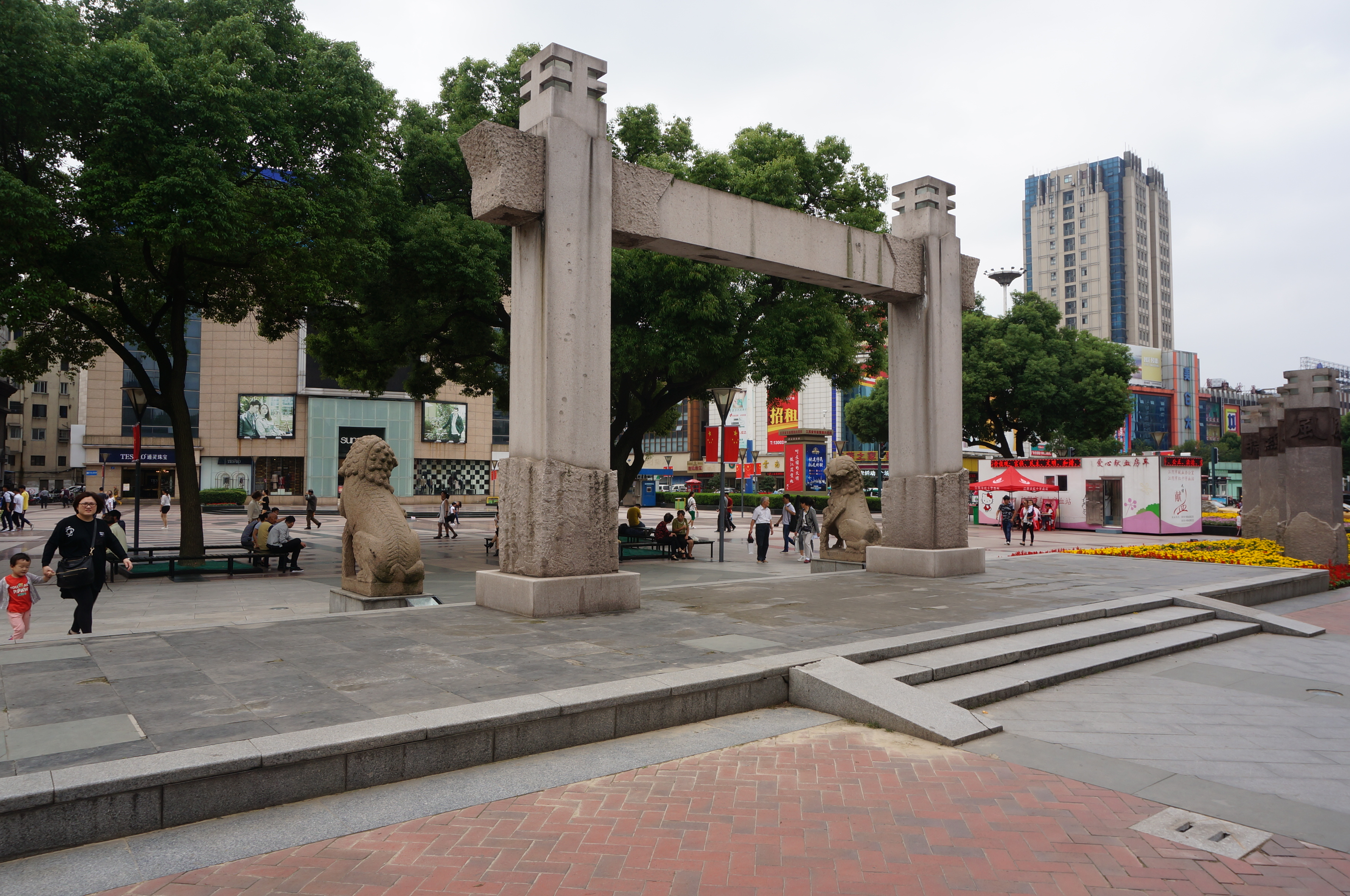
Бывший офис комиссара по вопросам образования
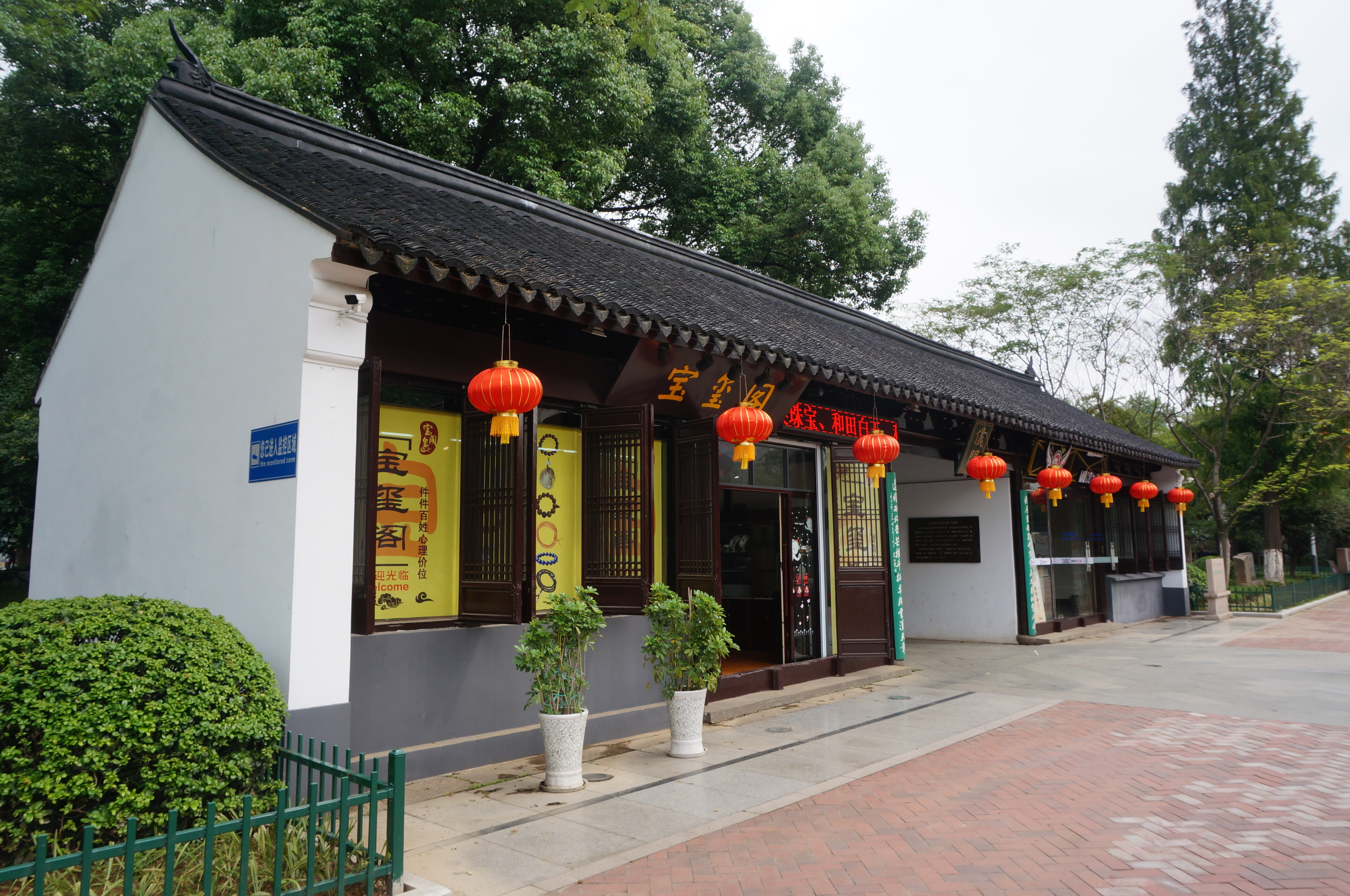
Бывший офис комиссара по вопросам образования
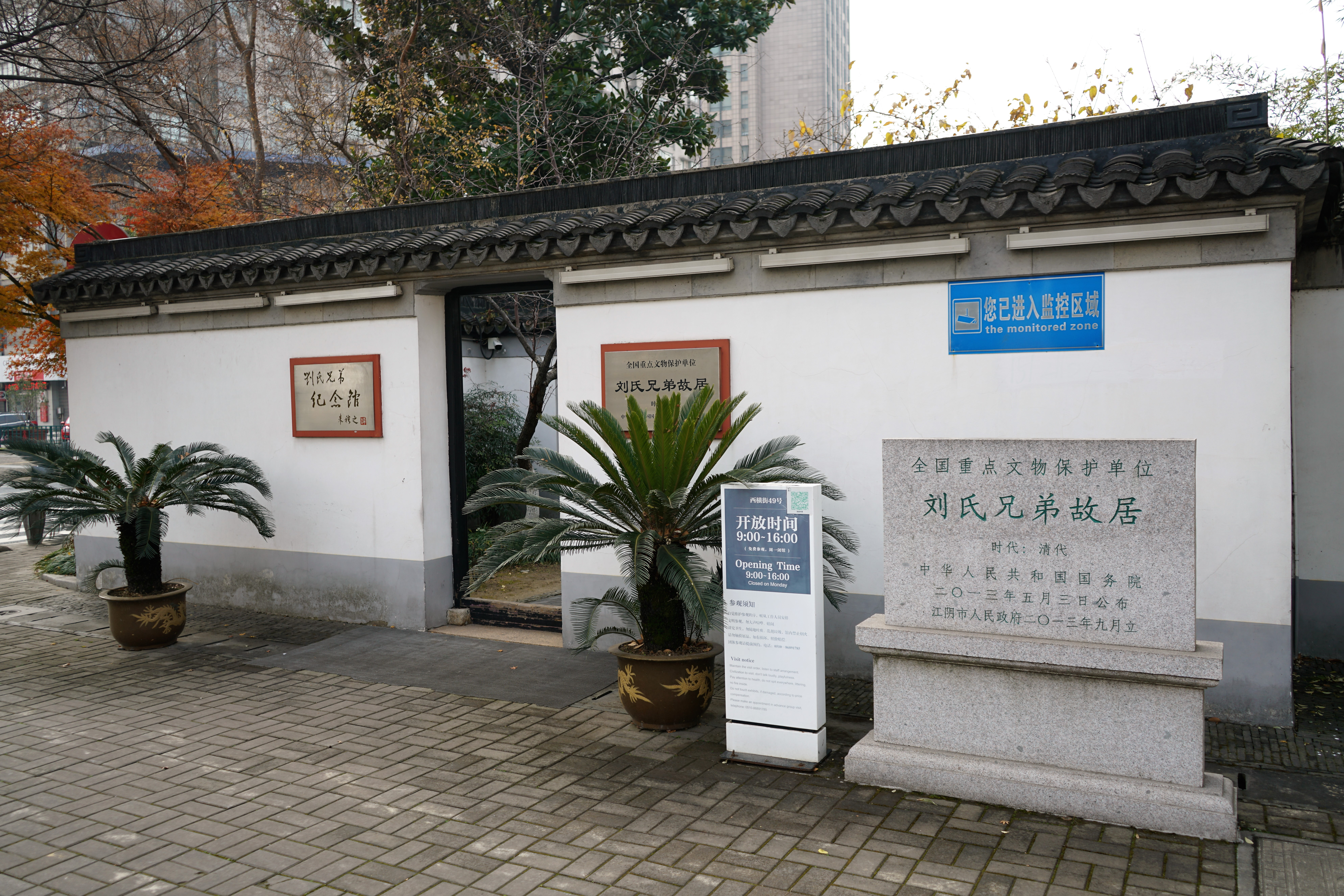
Бывшая резиденция братьев Лю
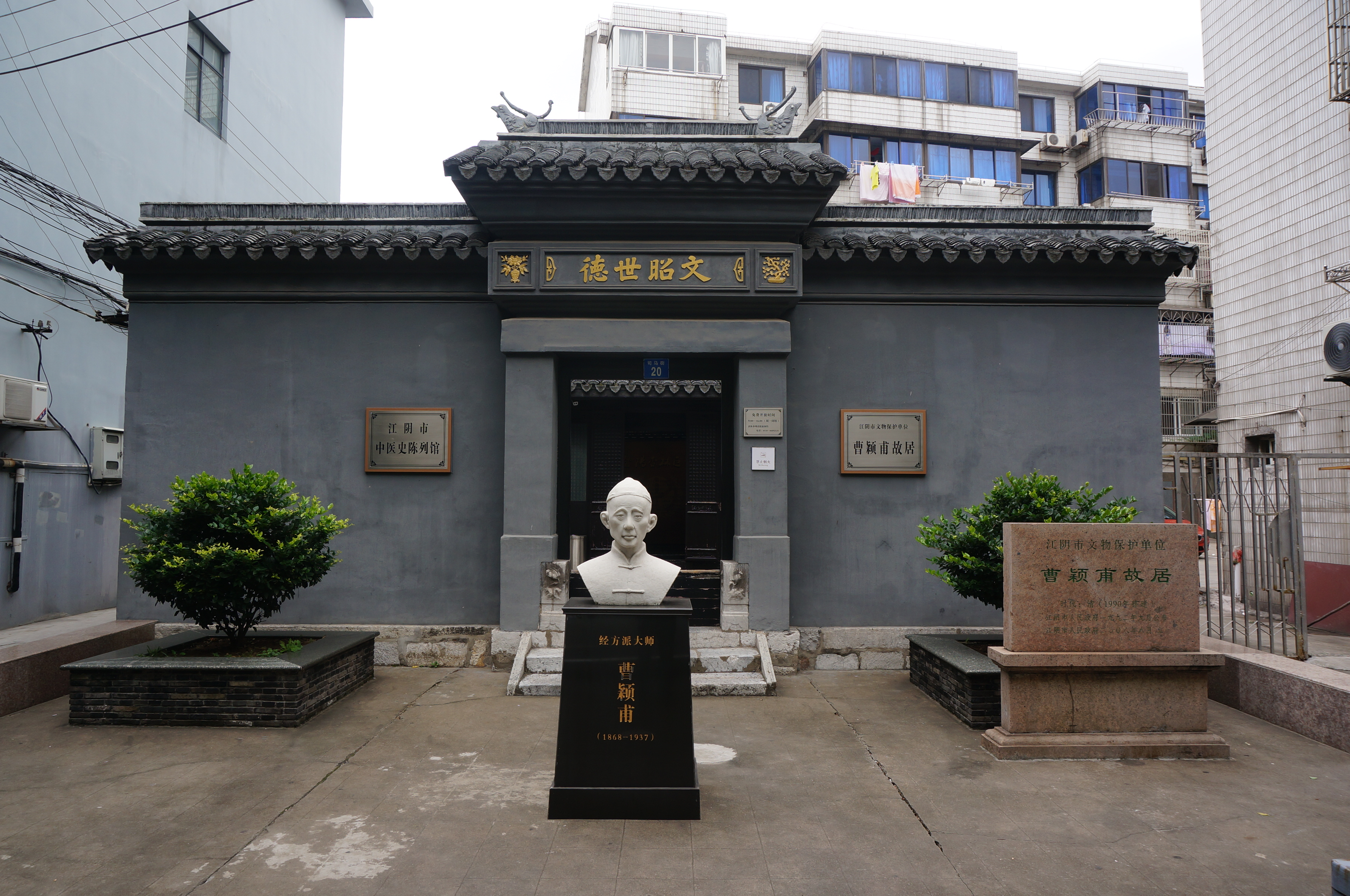
Бывшая резиденция Цао Инфу
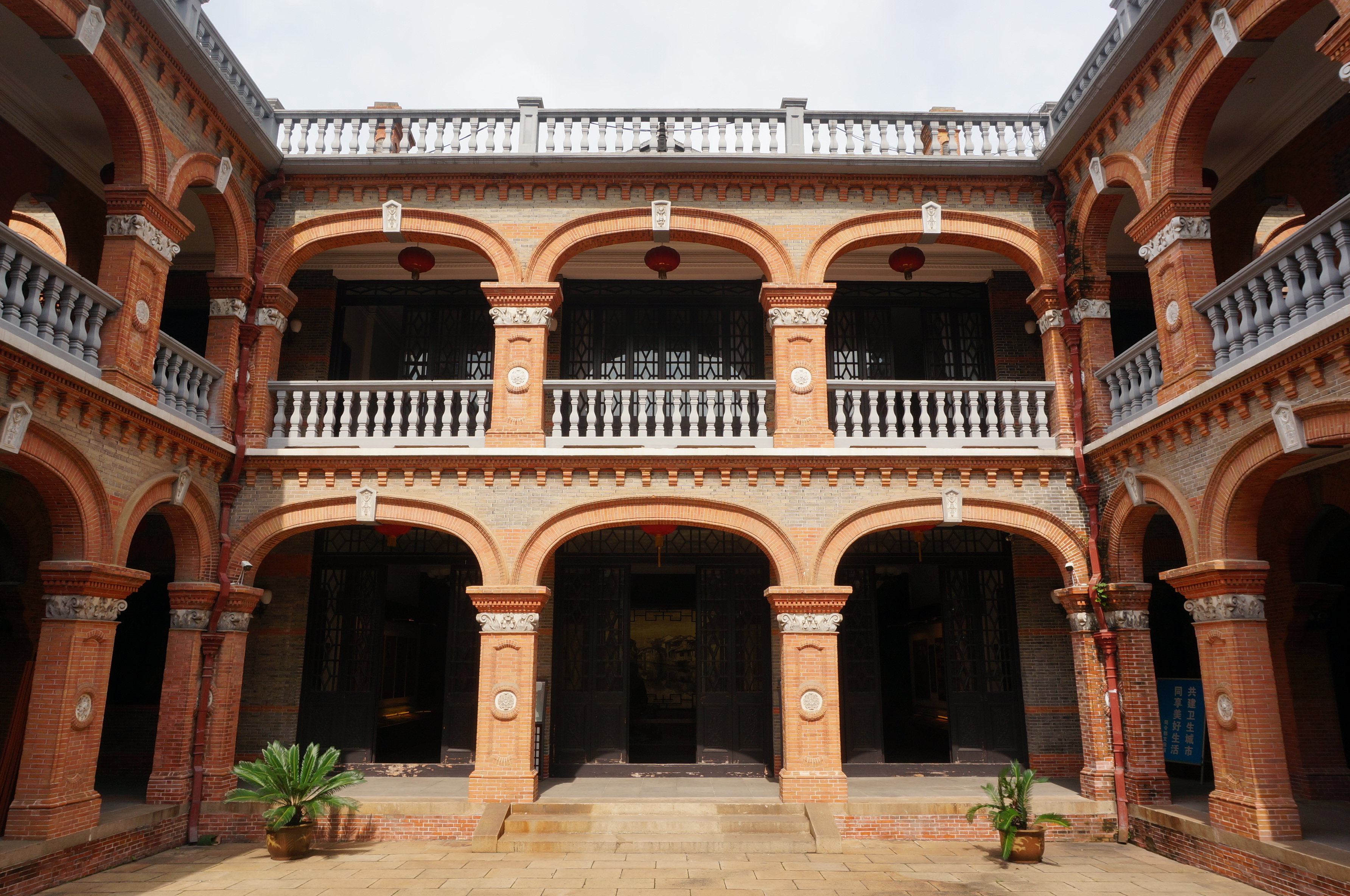
Бывшая резиденция У Тинлу
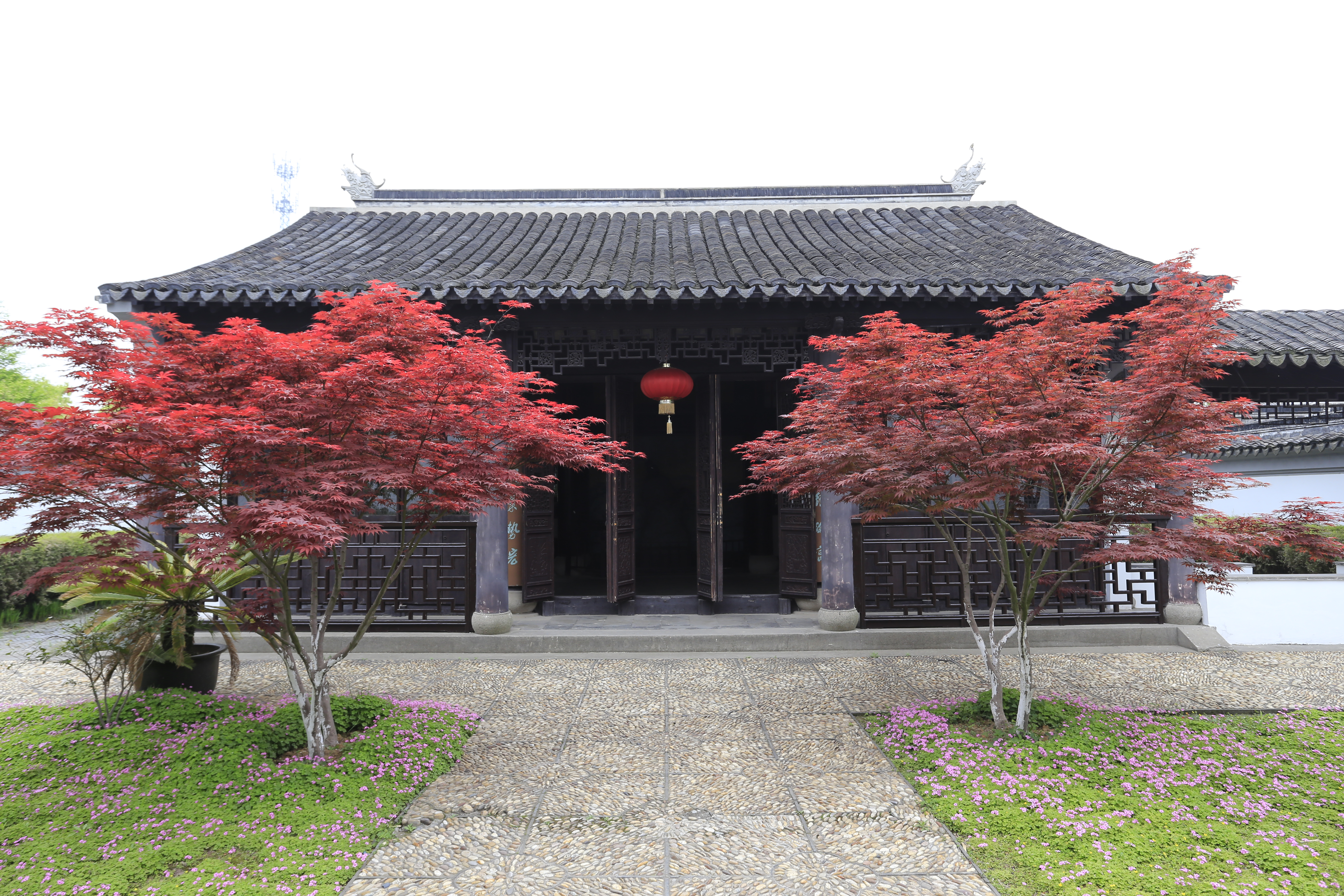
Бывшая резиденция Сюй Сякэ
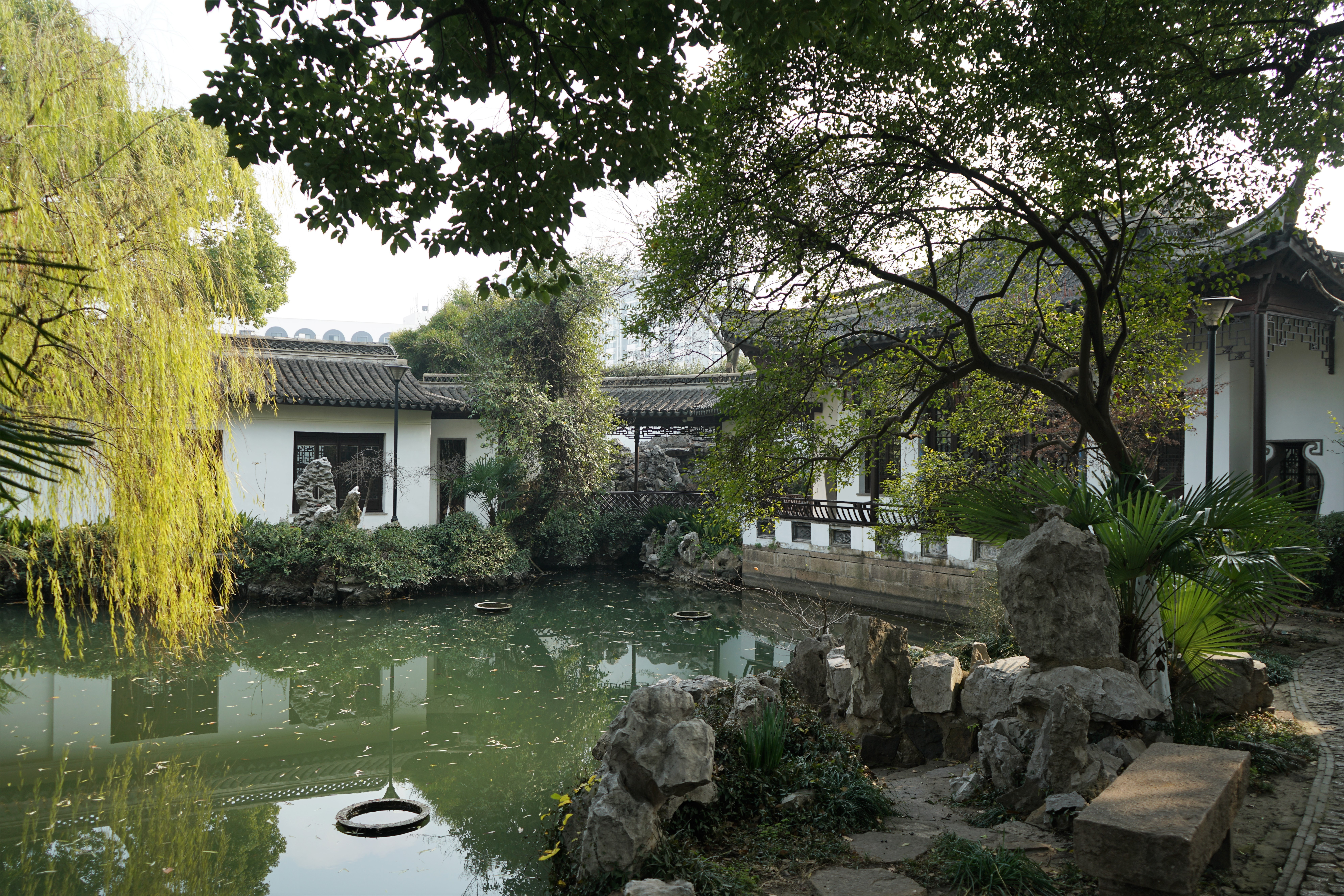
Сад Шиюань
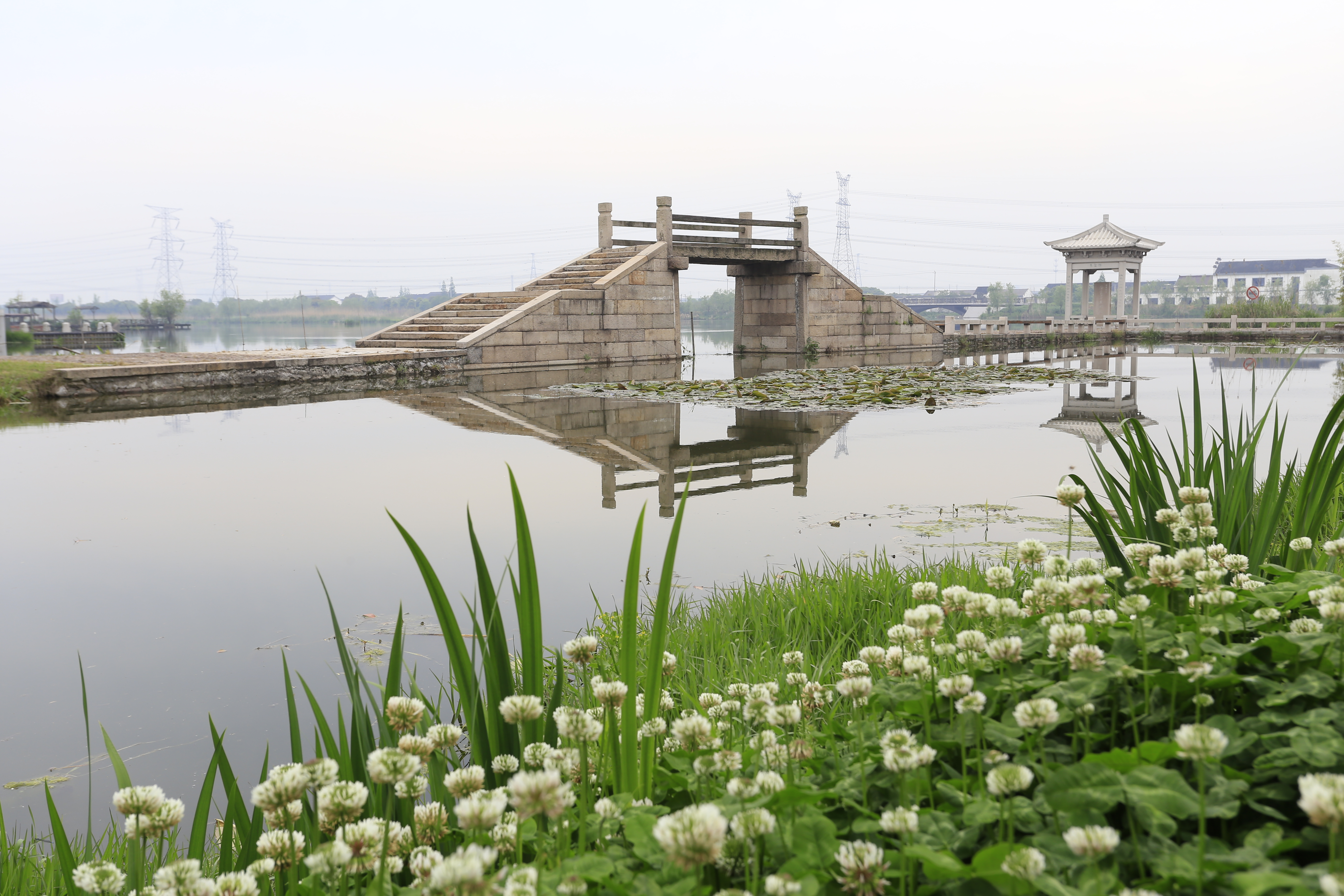
Мост в Сюйсякэ
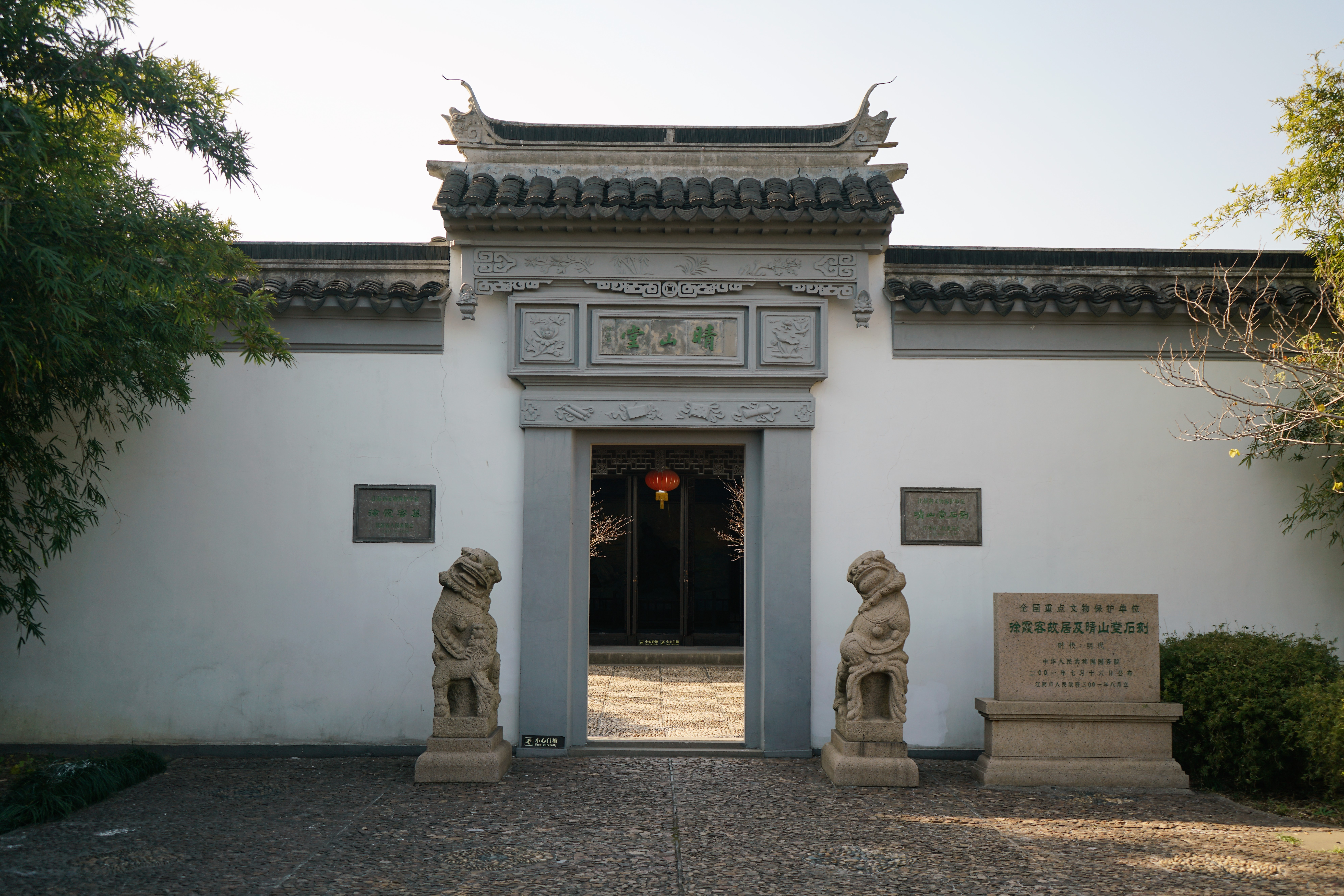
Зал каллиграфии Циншань
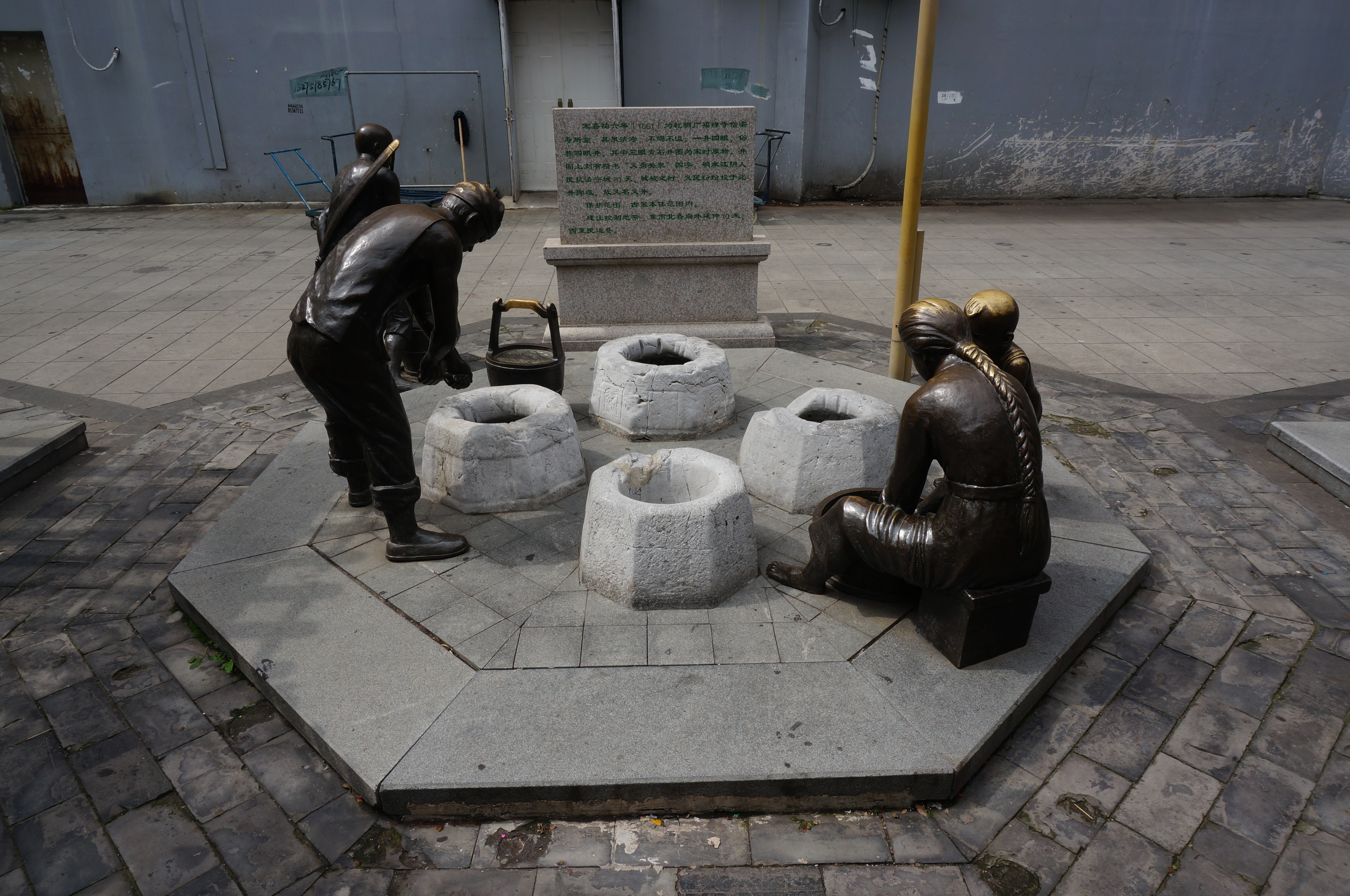
Источник Гуанцзи